# 天空之下屋頂之中
《天空之下屋頂之中》（日语：空の下屋根の中）是雙見醉的四格漫畫作品。自2008年9月號至2010年6月號在芳文社的《Manga Time Kirara Carat》雜誌上連載（連載前曾刊登數回短篇）。

## 故事簡介
女主角香奈繪高中畢業後，沒有目標，也沒有繼續升學或開始工作，每天在家裡過著自甘墮落的生活。本作描寫香奈繪一邊找工作一邊摸索自己生存之道的日常生活。

## 登場人物
笹川香奈繪
本作主角。高中畢業後在家幫忙。
沒升學也沒工作，生活沒有目標，過著家裡蹲的懶散生活。漸漸的對這樣的自己感到焦急，慢慢開始尋找工作。
個性內向的美少女，沒見過世面，態度消極，常在原地打轉。
高中時期有綁頭髮，後來覺得麻煩就沒再綁了。
現在在玩具店打工過活。
笹川的母親
香奈繪的母親。
個性冷淡，不會強迫香奈繪就職。
常給香奈繪關於人生的各種建議。
喜歡填字遊戲，甚至會玩到忘記做家事。
笹川的父親
香奈繪的父親。隻身在外工作而很少回家。
從香奈繪幼稚園時就開始在外工作，和女兒不親近，對此感到非常介意。
小野田真由子
香奈繪學生時代的好友。留著長髮，有戴眼鏡。
和家裡蹲的香奈繪不同，畢業後就開始到超市上班，過著社會人士的生活。
美紀
香奈繪的表妹，就讀國小。
年紀雖小，卻擅長使用手機等IT產品，個性穩重，曾對香奈繪說教而讓她大受打擊。
另一方面，也有喜歡特攝片等孩子氣的表現。
裕子
美紀的母親，香奈繪母親哥哥的太太。
和香奈繪的母親交情很好，經常兩人一起出去。出去時會把美紀交給香奈繪照顧。
八坂美惠
香奈繪工作的玩具店前輩。由於店長時常不在，是玩具店實質的經營者。
個性溫和的女性，但對偷竊行為的警覺性很強。
店長
香奈繪工作的玩具店店長。溫和的中年女性。
自從開始腰痛後，就只有年初和年底會來店裡幫忙。
青山
香奈繪工作的玩具店店員。個性沉默寡言，除了和工作相關的事以外很少說話。
想要成為遊戲音樂作曲師，用電腦進行作曲活動。
木津
香奈繪的高中同學。
高中畢業後到電腦公司擔任程式設計師。忙到沒辦法參加同學會，是典型的IT奴隸。

## 出版書籍
| 集數 | 芳文社        | 芳文社                 |
| 集數 | 發售日期      | ISBN                   |
| ---- | ------------- | ---------------------- |
| 1    | 2009年7月27日 | ISBN 978-4-8322-7828-8 |
| 2    | 2010年5月27日 | ISBN 978-4-8322-7915-5 |

## 外部連結
- http://ts.sh49.net/（页面存档备份，存于） - 作者個人網站（日語）